# Ablabes
Ablabes é um género de reptéis, da família dos Colubridae, caracterizado por uma cabeça geralmente bastante distinta do tronco, por um focinho curto, arredondado e por uma cauda afiada.
Este género compreende vinte e três espécies, a maior parte asiáticas. Uma espécie, o Ablabes quadrilineatus, que tem quase um metro de comprido, viveu no sul da Europa.